# (9968) Serpe
(9968) Serpe – planetoida pasa głównego okrążająca Słońce w ciągu 4 lat i 40 dni w średniej odległości 2,57 j.a. Została odkryta 4 maja 1992 roku w Europejskim Obserwatorium Południowym przez Henriego Debehogne. Nazwa planetoidy pochodzi od Jeana Nicolasa François Jules'a Serpe'a (1914–2001), profesora fizyki teoretycznej na uniwersytecie w Liège. Przed nadaniem nazwy planetoida nosiła oznaczenie tymczasowe (9968) 1992 JS2.